# Eleutherococcus trichodon
Eleutherococcus trichodon là một loài thực vật có hoa trong Họ Cuồng cuồng. Loài này được (Franch. & Sav.) H.Ohashi mô tả khoa học đầu tiên năm 1987.